# Catacomba di Santa Tecla
Catacomba di Santa Tecla este o catacombă din Roma, datând din secolul al IV-lea. Situl se află la o distanță de 800 de metri de Bazilica Sfântul Paul din afara Zidurilor. 
În această catacombă a fost descoperit în anul 2009 cel mai vechi portret cunoscut al Sfântului Pavel.